# Altels
L'Altels est un sommet du massif des Alpes bernoises à 3 630 m d'altitude, sur la frontière entre le canton du Valais et le canton de Berne, en Suisse.

## Géographie

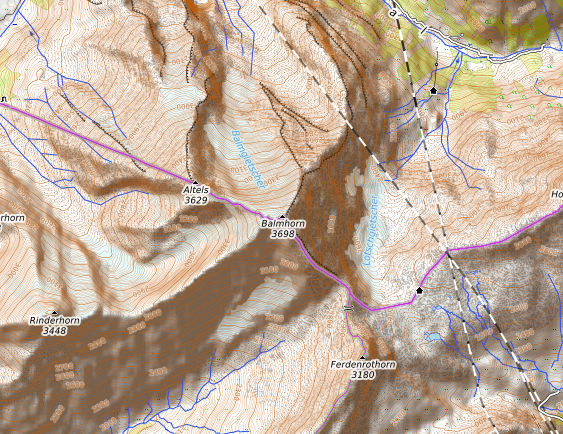
Carte topographique de l'Altels.

L'Altels est relié par une arête neigeuse au Balmhorn, son voisin immédiat. Avec le Rinderhorn, ils forment un chaînon des Alpes bernoises à la limite du canton du Valais et du canton de Berne. Le col du Gemmi sépare le chaînon du Balmhorn-Rinderhorn de celui du Wildstrubel à l'ouest. L'Altels domine le Balmhorngletscher à l'est, le Schwarzgletscher à l'ouest et la localité de Kandersteg au sud.
Le chaînon du Balmhorn-Rinderhorn est constitué de roche calcaire issue du soulèvement des couches sédimentaires lors de la collision de la plaque africaine et de la plaque eurasiatique au Paléogène, il y a soixante millions d'années.

## Premières ascensions
- 8 juillet 1874 : par Hans Hari, Hermann Löhnert, Fritz Ogi, Adolf von Steiger et Friedrich Wyss-Wyss.
- 12 juillet 1901 : traversée Balmhorn-Altels par P. et A. Müller, H. Steiler et H. Biehly.

## Alpinisme - ski-alpinisme

### Voies
- Arête nord-est du Balmhorn et traversée Balmhorn-Altels, course mixte (AD).
- Arête nord (AD)
- Versant nord-ouest :  ski de randonnée.

### Accès
- Cabane du Balmhorn (1 955 m).